# На сина ми му е време да се жени
„На сина ми му е време да се жени“ (на руски: Сыну пора жениться) е съветска комедия от 1959 година на режисьора Тахир Сабиров заснета от киностудиото Таджикфилм. Премиерата на филма е през януари 1960 година в Душанбе, а в Москва на 6 юли 1960 година.

## Сюжет
Двама приятели, животновъда Азам и художника Сайфи, се влюбват в две момичета с едно и също име – Зебо. За да ги различават по време на разговор едната я нарекли смуглата, а другата нежната. За това какви обърквания и недоразумения произхождат разказва тази музикална комедия.

## В ролите
- Марат Арипов, като художника Сайфи
- Дилмар Касиймова, като нежната Зебо
- Роза Акобирова, като смуглата Зебо
- Джахон Саидмурадов, като животновъда Азам
- София Туйбаева, като съседката
- Гулчехра Бакаева, като майката
- Асли Бурханов, като Карим-ака